# برج ساعة حسين آباد
برج ساعة حسين آباد هو برج ساعة يقع في مدينة لكهنؤ في الهند.  تم تشييده في عام 1881 للميلاد، تم تصنيفه كأطول برج ساعة في الهند إذ يبلغ ارتفاعه 219 قدمًا. وقد تم بناؤه بتكلفة 175000 روبية.

## عرض تصويري

برج الساعة حسين أباد
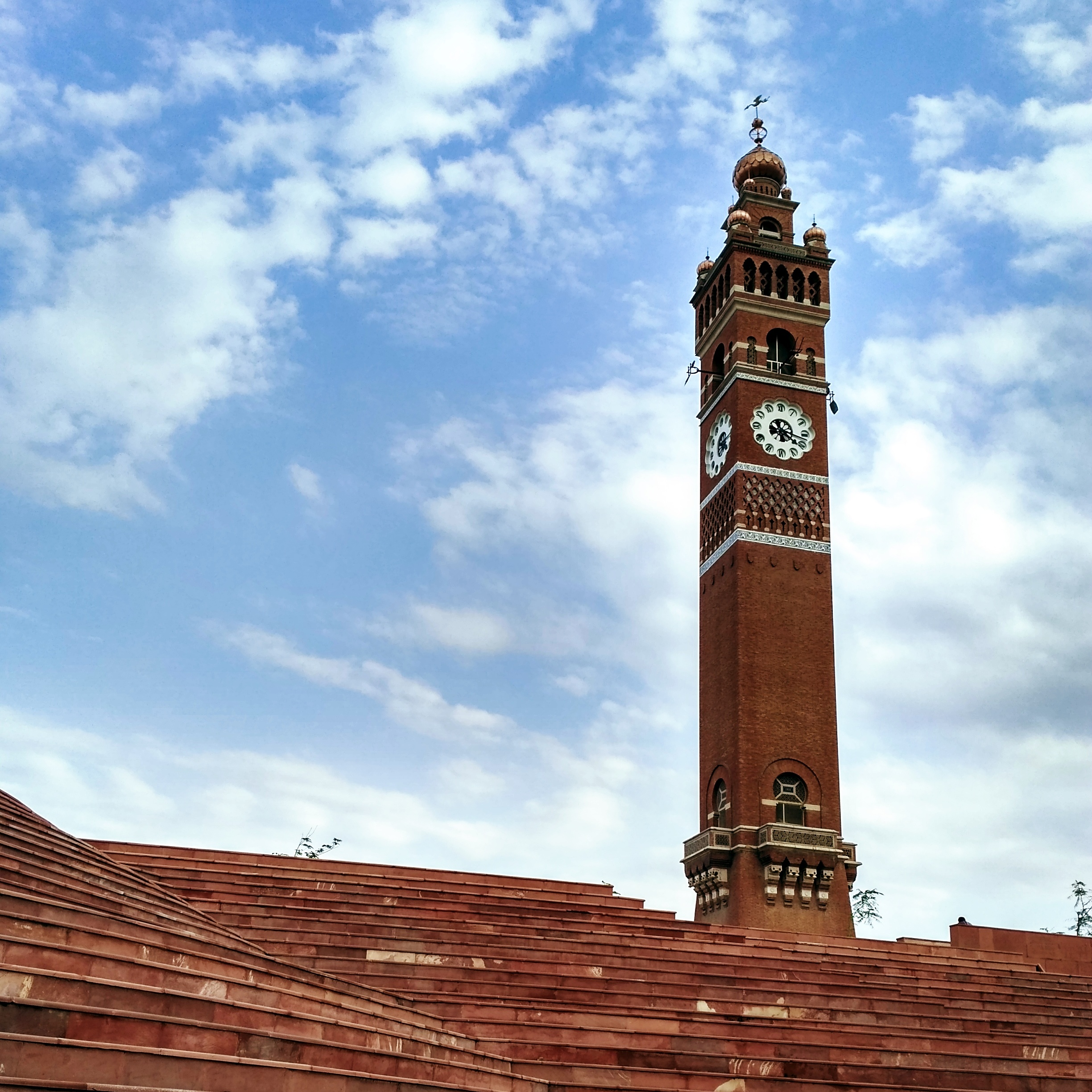
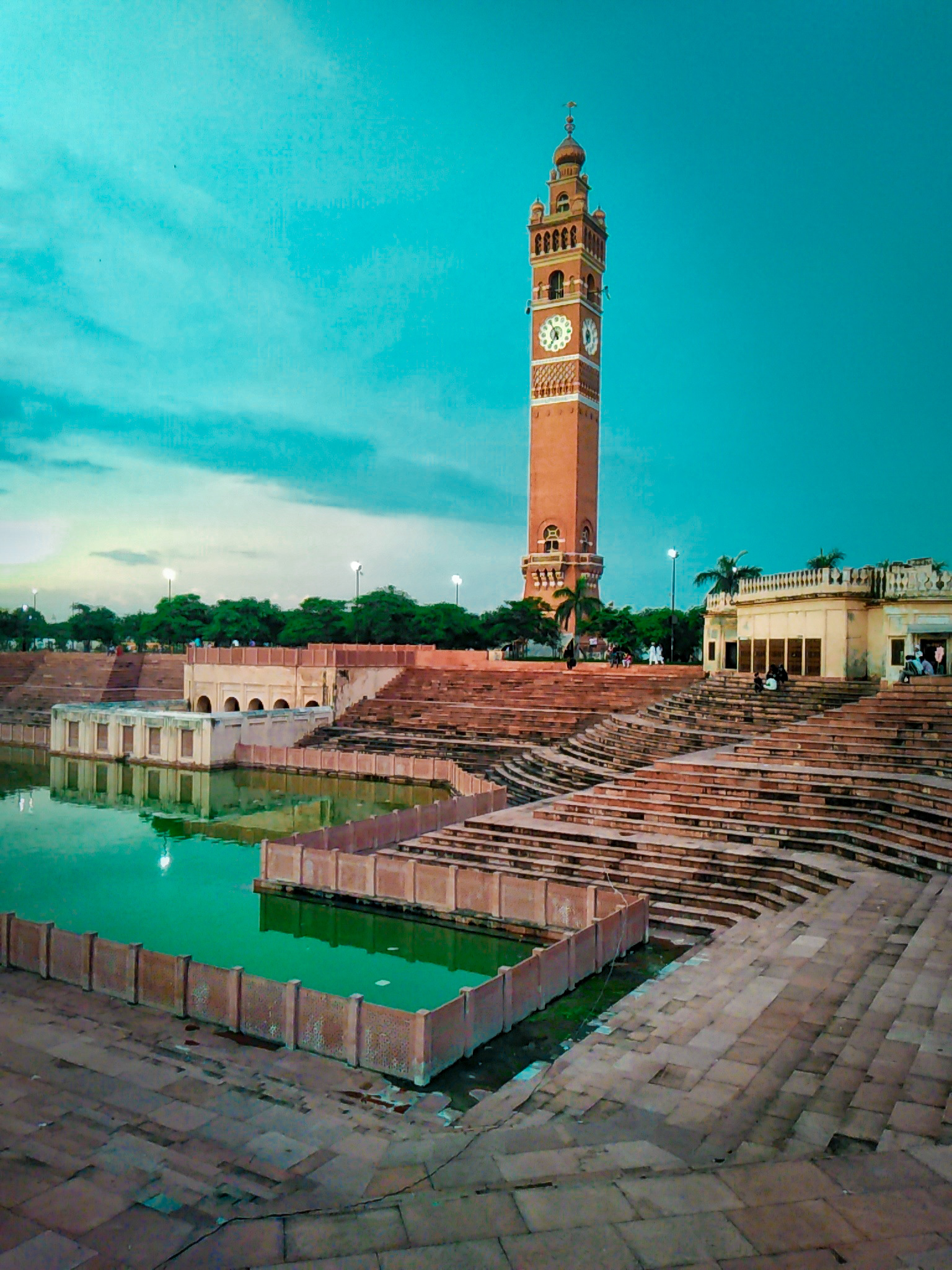
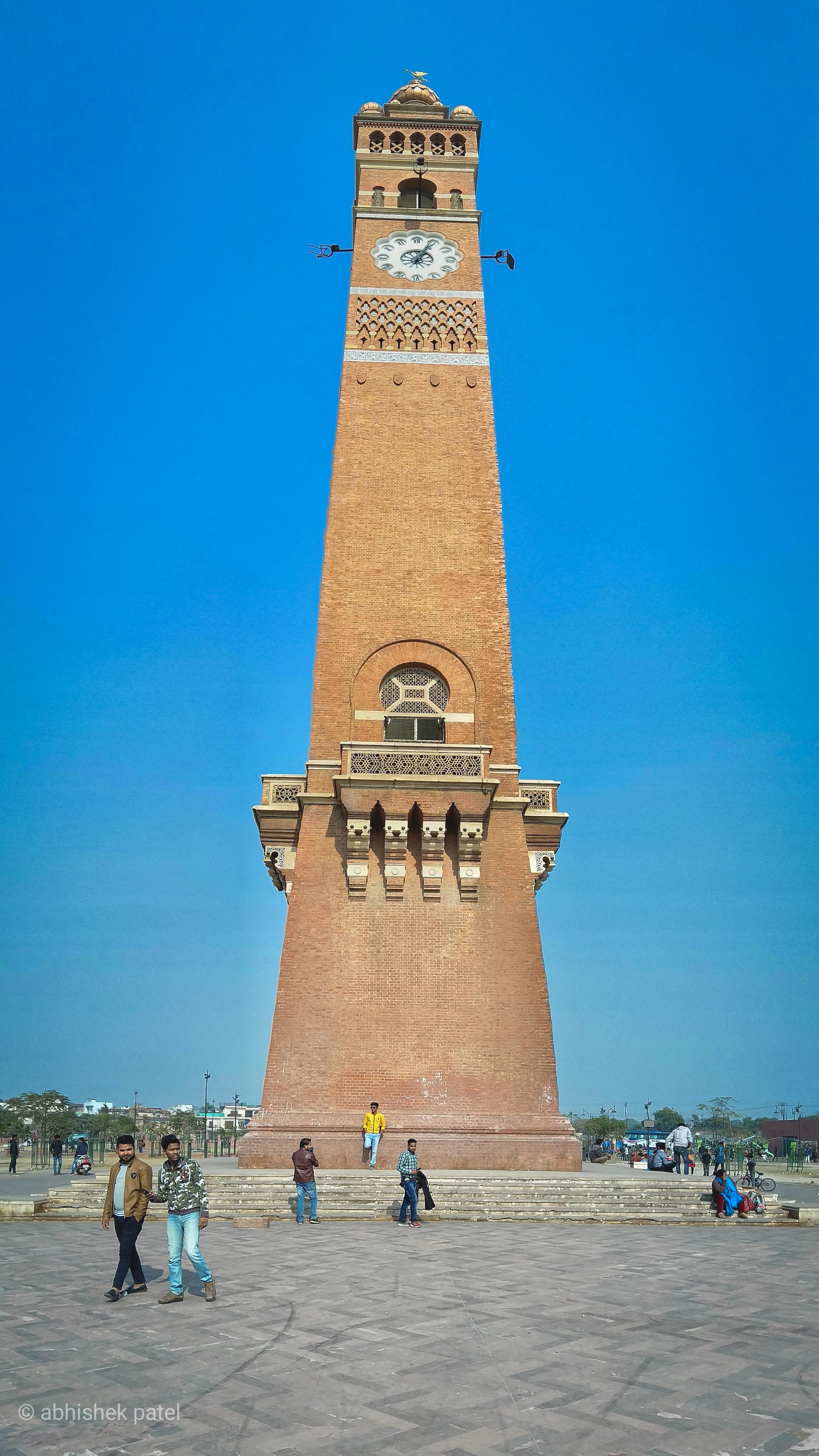
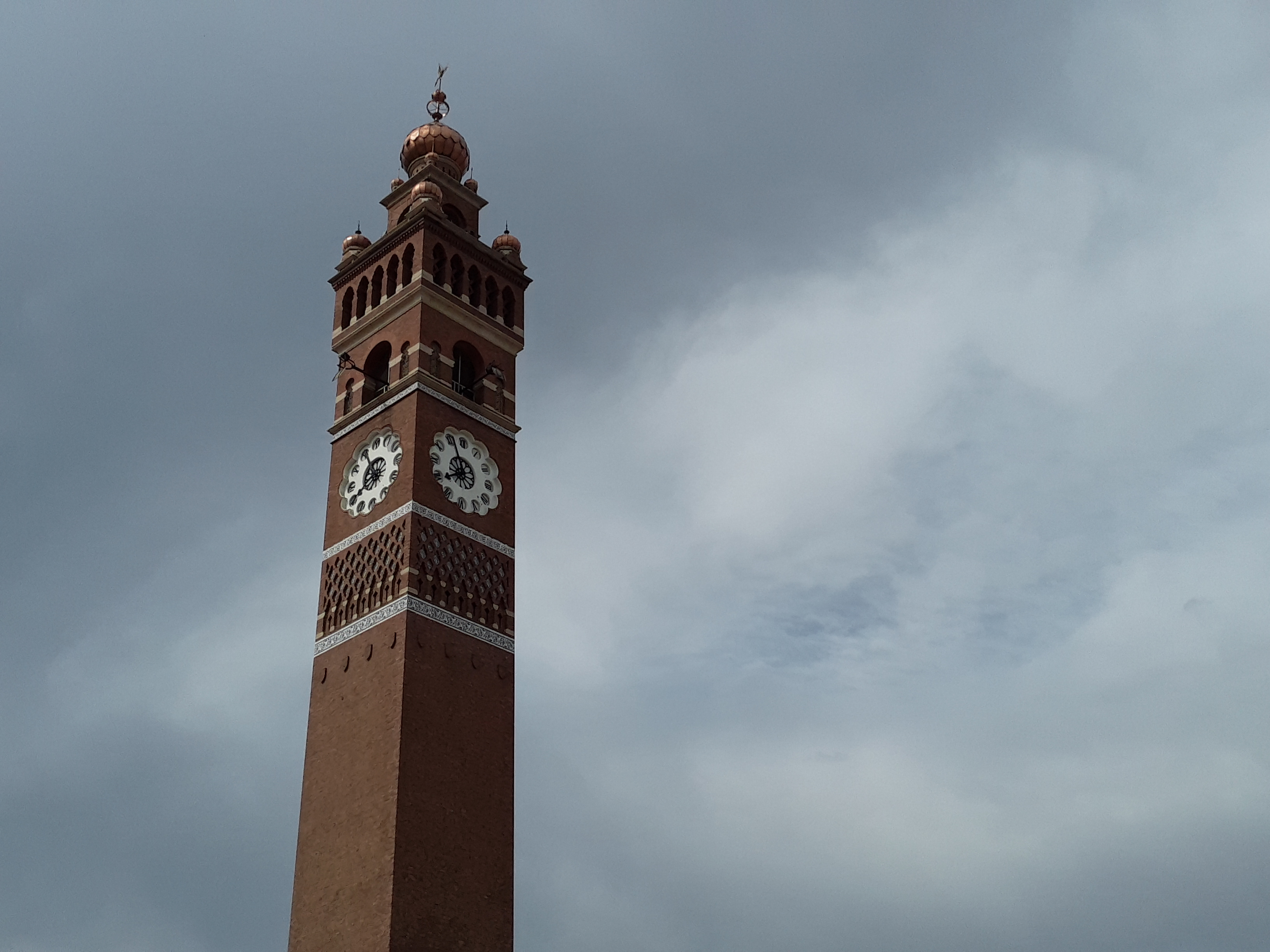
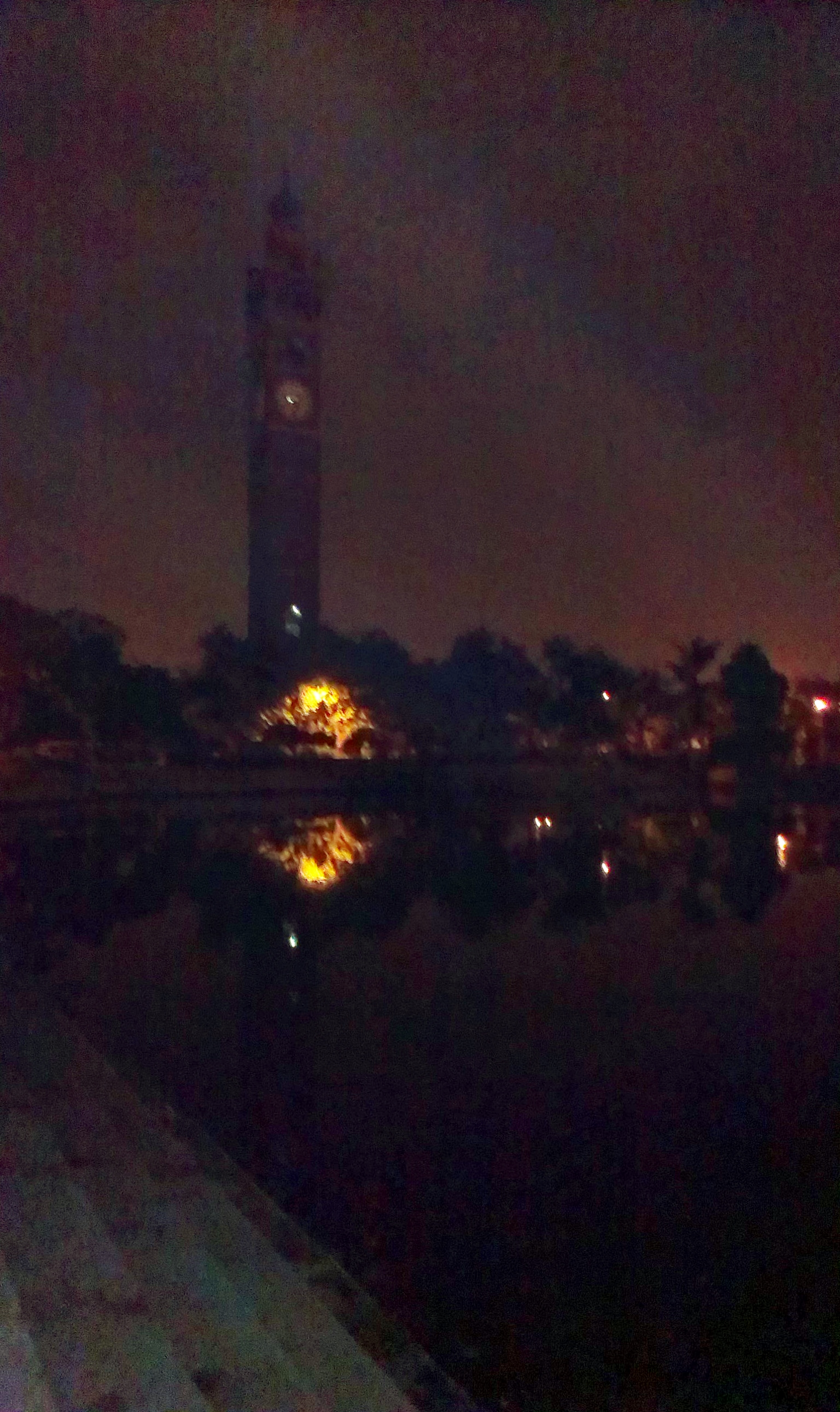
برج الساعة ليلًا